# Pietro Piller Cottrer
Pietro Piller Cottrer (* 20. Dezember 1974 in Pieve di Cadore) ist ein ehemaliger italienischer Skilangläufer.

## Werdegang
Pietro Piller Cottrer nahm im Alter von acht Jahren zum ersten Mal an einem FIS-Rennen teil. 1994 startete er dann zum ersten Mal im Weltcup. Drei Jahre später konnte der Italiener im 50-km-Rennen beim Holmenkollen-Festival seinen ersten Weltcupsieg feiern. Im gleichen Jahr gewann er bei der Nordischen Skiweltmeisterschaft in Trondheim die Bronzemedaille mit der Staffel. Bei der Nordischen Skiweltmeisterschaft 2005 in Oberstdorf gewann Piller Cottrer die Goldmedaille über 15 km im freien Stil. Ein Jahr später bei den Olympischen Winterspielen in Turin gewann er die Bronzemedaille in der 30-km-Verfolgung und Gold mit der Staffel. Bei der Nordischen Skiweltmeisterschaft 2007 in Sapporo konnte er wieder die Bronzemedaille in der 30-km-Verfolgung gewinnen. Im Februar 2013 beendete er seine Karriere.

## Erfolge

### Olympische Spiele
- 4. Platz über 30 Kilometer in Salt Lake City (2002)
- Silber mit der Staffel in Salt Lake City (2002)
- Bronze Verfolgung in Turin (2006)
- 5. Platz über 30 Kilometer in Turin (2006)
- Gold mit Staffel (4 × 10 km) in Turin (2006)
- Silber über 15 Kilometer in Vancouver (2010)

### Weltmeisterschaften
- Bronze mit der Staffel in Trondheim (1997)
- Gold über 15 Kilometer in Oberstdorf (2005)
- 4. Platz mit der Staffel in Oberstdorf (2005)
- 3. Platz Verfolgung in Sapporo (2007)

### Siege bei Weltcuprennen

#### Weltcupsiege im Einzel
| Nr. | Datum             | Ort                | Disziplin                      |
| --- | ----------------- | ------------------ | ------------------------------ |
| 1.  | 15. März 1997     | Oslo               | 50 km Freistil Individualstart |
| 2.  | 22. November 2003 | Beitostølen        | 15 km Freistil Individualstart |
| 3.  | 15. Dezember 2005 | Canmore            | 15 km Freistil Individualstart |
| 4.  | 14. März 2008     | Bormio             | 3,3 km Prolog Freistil 1       |
| 5.  | 17. Januar 2009   | Vancouver-Whistler | 2 × 15 km Skiathlon            |

#### Etappensiege bei Weltcuprennen
| Nr. | Datum           | Ort                  | Disziplin                   | Rennen              |
| --- | --------------- | -------------------- | --------------------------- | ------------------- |
| 1.  | 01. Januar 2008 | Nové Město na Moravě | 15 km Verfolgung Freistil 2 | Tour de Ski 2007/08 |

#### Weltcupsiege im Team
| Nr. | Datum             | Ort            | Disziplin           |
| --- | ----------------- | -------------- | ------------------- |
| 1.  | 24. November 2002 | Kiruna         | 4 × 10 km Staffel 3 |
| 2.  | 15. Januar 2006   | Lago di Tesero | 4 × 10 km Staffel 4 |

### Siege bei Continental-Cup-Rennen
| Nr. | Datum         | Ort     | Disziplin       | Serie           |
| --- | ------------- | ------- | --------------- | --------------- |
| 1.  | 16. März 1996 | Toblach | 30 km klassisch | Continental Cup |
| 2.  | 16. März 2012 | Toblach | 3,3 km Freistil | Alpencup        |

## Platzierungen im Weltcup

### Weltcup-Statistik
Die Tabelle zeigt die erreichten Platzierungen im Einzelnen.
- 1.–3. Platz: Anzahl der Podiumsplatzierungen
- Top 10: Anzahl der Platzierungen unter den ersten zehn
- Punkteränge: Anzahl der Platzierungen innerhalb der Punkteränge
- Starts: Anzahl gelaufener Rennen in der jeweiligen Disziplin
- Hinweis: Bei den Distanzrennen erfolgt die Einordnung gemäß FIS.

| Platzierung         | Distanzrennen a | Distanzrennen a | Distanzrennen a | Distanzrennen a | Distanzrennen a | Skiathlon Verfolgung | Sprint | Etappen- rennen b | Gesamt | Team c | Team c  |
| Platzierung         | ≤ 5 km          | ≤ 10 km         | ≤ 15 km         | ≤ 30 km         | > 30 km         | Skiathlon Verfolgung | Sprint | Etappen- rennen b | Gesamt | Sprint | Staffel |
| ------------------- | --------------- | --------------- | --------------- | --------------- | --------------- | -------------------- | ------ | ----------------- | ------ | ------ | ------- |
| 1. Platz            | 1               |                 | 2               |                 | 1               | 2                    |        |                   | 6      |        | 2       |
| 2. Platz            |                 | 2               | 3               |                 | 2               | 1                    |        |                   | 8      |        | 9       |
| 3. Platz            |                 | 1               | 3               | 2               | 1               |                      |        |                   | 7      |        | 1       |
| Top 10              | 1               | 8               | 22              | 9               | 8               | 18                   | 5      | 2                 | 73     | 2      | 25      |
| Punkteränge         | 3               | 17              | 47              | 20              | 13              | 32                   | 14     | 6                 | 152    | 2      | 28      |
| Starts              | 6               | 30              | 70              | 32              | 14              | 37                   | 33     | 7                 | 229    | 2      | 28      |
| Stand: Karriereende |                 |                 |                 |                 |                 |                      |        |                   |        |        |         |

### Weltcup-Gesamtplatzierungen
| Saison    | Gesamt | Gesamt | Distanz | Distanz     | Sprint | Sprint |
| Saison    | Punkte | Platz  | Punkte  | Platz       | Punkte | Platz  |
| --------- | ------ | ------ | ------- | ----------- | ------ | ------ |
| 1994/95   | 31     | 51.    | –       | –           | –      | -      |
| 1995/96   | 15     | 59.    | –       | –           | –      | -      |
| 1996/97   | 261    | 13.    | 124     | 4. 5        | 87     | 15.    |
| 1997/98   | 173    | 17.    | 84      | 14. 5       | 89     | 21.    |
| 1998/99   | 68     | 38.    | 15      | 43. 5       | 53     | 42     |
| 1999/2000 | 253    | 23.    | 58 137  | 21. 5 18. 6 | 58     | 27.    |
| 2000/01   | 456    | 4.     | –       | –           | 107    | 19.    |
| 2001/02   | 226    | 15.    | –       | –           | –      | -      |
| 2002/03   | 282    | 18.    | –       | –           | 1      | 77.    |
| 2003/04   | 411    | 12.    | 411     | 10.         | –      | -      |
| 2004/05   | 140    | 35.    | 140     | 19.         | –      | -      |
| 2005/06   | 330    | 13.    | 330     | 7.          | –      | -      |
| 2006/07   | 128    | 41.    | 112     | 27.         | –      | -      |
| 2007/08   | 783    | 3.     | 516     | 2.          | 123    | 19.    |
| 2008/09   | 775    | 5.     | 560     | 1.          | 35     | 54.    |
| 2009/10   | 366    | 16.    | 318     | 11.         | –      | -      |
| 2010/11   | 49     | 87.    | 41      | 52.         | –      | -      |